# Municipio Manaure
Municipio Cacique Manaure es uno de los 25 municipios que integran el Estado Falcón, Venezuela. Su capital es la ciudad de Yaracal. Tiene una superficie de 190 km², para 2011 su población era de 11 299 habitantes. Este municipio está conformado por una sola parroquia.
Este municipio debe su nombre al Cacique Manaure jefe de los indígenas caquetíos que habitaban la zona al momento de la conquista de América, luego se bautizó como católico en 1527.
El Municipio Cacique Manaure formó parte del entonces Distrito Acosta hasta 1993, año en que se hace efectiva su autonomía.

## Geografía
Está ubicado al este del estado, en una región llana formada por la depresión de la río Tocuyo que es el límite natural con el Municipio Monseñor Iturriza.

## Política y gobierno

### Alcaldes
| Período     | Alcalde                     | Partido político / Alianza | % de votos | Notas |
| ----------- | --------------------------- | -------------------------- | ---------- | --- |
| 1989 - 1992 | Castor Oriol López Delmoral | COPEI                      | 63,50      | Primer alcalde bajo elecciones directas |
| 1992 - 1995 | Castor Oriol López Delmoral | COPEI                      | 65,86      | Reelecto |

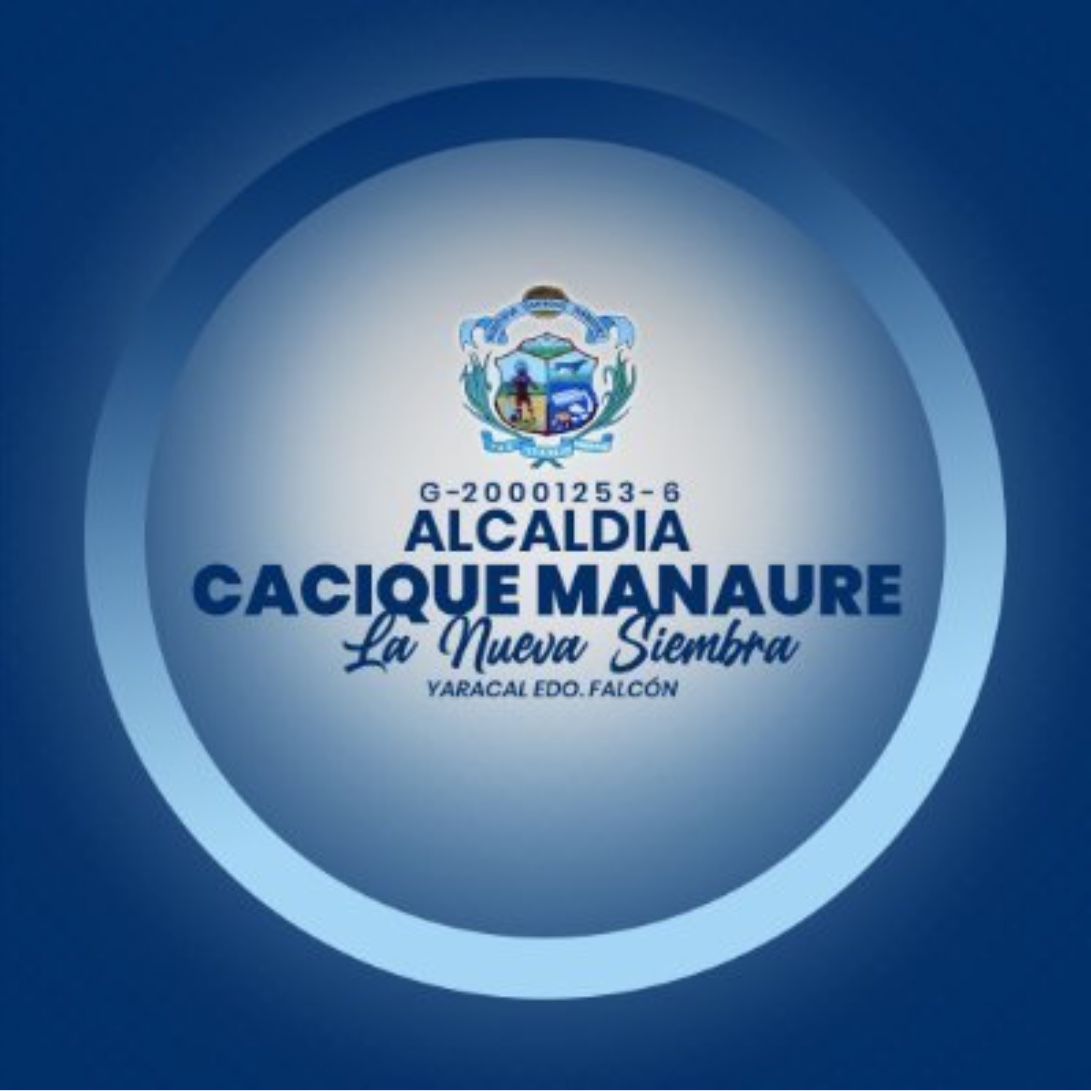
Logo de la Alcaldía (2021-2025).

| 1995 - 2000 | Ali Hernández               | COPEI                      | -          | Segundo alcalde bajo elecciones directas (se realizaron elecciones generales adelantadas en el 2000 debido a la aprobación de la Constitución de 1999) |
| 2000 - 2004 | Ángel Henríquez             | AD                         | 30,56      | Tercer alcalde bajo elecciones directas |
| 2004 - 2008 | Ángel Henríquez             | AD                         | 53,16      | Reelecto |
| 2008 - 2013 | Dimaris de Henríquez        | AD                         | 39,77      | Cuarto alcalde bajo elecciones directas (se postergan 1 año las elecciones municipales pautadas para finales del 2012)                                 |
| 2013 - 2017 | Francisco Barletta          | PSUV                       | 45,77      | Quinto alcalde bajo elecciones directas |
| 2017 - 2021 | luis Ulacio                 | PSUV                       | 77,97      | Sexto alcalde bajo elecciones directas |
| 2021 - 2025 | Ángel Henríquez             | MUD                        | 68,61      | Séptimo alcalde bajo elecciones directas |

### Concejo municipal
Período 1989 - 1992
| Concejales:                | Partido político / Alianza |
| -------------------------- | -------------------------- |
| Dilme Rodríguez            | COPEI                      |
| Juan Caraballo             | COPEI                      |
| Dorcas de Meléndez         | COPEI                      |
| Antonio Salas              | AD                         |
| Nelly Cordero de Henriquez | AD                         |

Período 1992 - 1995
| Concejales:                | Partido político / Alianza |
| -------------------------- | -------------------------- |
| Juan Caraballo             | COPEI                      |
| Nelly Cordero de Henriquez | COPEI                      |
| Argenis Arteaga            | COPEI                      |
| Julio Chirinos             | AD                         |
| Rafael Sánchez             | MAS                        |

Período 1995 - 2000
| Concejales:           | Partido político / Alianza |
| --------------------- | -------------------------- |
| Juan Caraballo        | COPEI                      |
| Orson Alian Uscategui | COPEI                      |
| Argenis Arteaga       | COPEI                      |
| Saul Alberto Pereira  | AD                         |
| Nelly Mujica          | CONVERGENCIA               |

Período 2013 - 2018
| Concejales     | Partido político / Alianza |
| -------------- | -------------------------- |
| César Peña     | PSUV                       |
| José Vargas    | PSUV                       |
| Carlos García  | PSUV                       |
| Gustavo Ladino | PSUV                       |
| José Molina    | MAS                        |

Período 2018 - 2021
| Concejales     | Partido político / Alianza |
| -------------- | -------------------------- |
| Emily López    | PSUV                       |
| Gustavo Ladino | PSUV                       |
| José Vargas    | PSUV                       |
| Andres Fonceca | PSUV                       |
| Yorki Aguilar  | PSUV                       |

Período 2021 - 2025
| Concejales       | Partido político / Alianza |
| ---------------- | -------------------------- |
| Juan Escubina    | MUD                        |
| Tatiana Reyes    | MUD                        |
| Nancy Velazquez  | MUD                        |
| Alonso Rodríguez | MUD                        |
| Norquis Ladino   | PSUV                       |